# صغيرة على الحب (فلم)
صغيرة على الحب فيلم روائي مصري يصنف كفيلم كوميديا خفيفة للمؤلف أبو السعود الإبياري وللمخرج نيازي مصطفى. من إنتاج عام 1966 ومن بطولة سعاد حسني ورشدي أباظة. قصة الفيلم مقتبسة عن مسرحية «إدلر جونسون». ويعتبر الفيلم من الأفلام الشهيرة للفنانة سعاد حسني.

## قصة الفيلم
قصة الفيلم تدور حول شابة سعاد حسني مغرومة بالتمثيل ومخطوبة لـنور الدمرداش الذي كل ما يفكر به الطعام والطبخ.
يعلن رشدي أباظة وهو مخرج سينمائي وتلفزيوني عن مسابقة لاختيار ممثلة تجيد الغناء ولكن بشرط أن يكون عمرها حوالي 13 سنة لأجل التمثيل في استعراض اسمه صغيرة على الحب. تتنكر سعاد حسني بشكل بنت صغيرة العمر وتتقدم للمسابقة ويقع الاختيار عليها. وتظهر 3 مشاكل أمام سعاد حسني المتنكرة بدور طفلة وهي:
- رفض خطيبها للتمثيل وقيامه دائما بأحداث مشاكل مع سعاد حسني بسبب تنكرها وتهديدها بكشف تنكرها امام رشدي أباظة.
- وقوع سعاد حسني في حب رشدي أباظة ومحاولتها لاقناعه بجمال شخصيتها الحقيقية وذلك بجعله يقابلها وهي غير متنكرة على أساس أنها أخت الطفلة الصغيرة.
- غيرة وحسد وحقد ممثلة الدور الرئيسي في الاستعراض نادية الجندي التي تشعر بأن سعاد حسني أخذت دورها في الاستعراض وكذلك في حياة رشدي أباظة.

تنتهي الأحداث بعد مواقف كوميدية خفيفة بحصول سعاد حسني على دوري التمثيل في الاستعراض وهما دور الطفلة الصغيرة ودور الشابة، وكذلك كشف شخصية سعاد حسني الحقيقية وفسخ خطبتها من خطيبها السابق واعتراف رشدي أباظة بحبه لسعاد حسني. سمير غانم دوره ثانوي في الفيلم ويكون مساعد رشدي أباظة المخرج.

## بطولة
- سعاد حسني: سميحة / كريمة
- رشدي أباظة: كمال عزمي
- نور الدمرداش: صلاح عبد الصمد
- نادية الجندي: نادية
- زينب صدقي الجدة
- عدلي كاسب: شاكر
- سامية شكري: سكرتيرة كمال
- سمير غانم: شريف
- آمال شريف: كريمة عبد السلام
- ليلي حمدي: الخادمة
- مصطفى هاشم
- على مصطفى
- فاطمة مصطفى: الدادة عزيزة
- عز الدين إسلام:الملحن ثروت
- سيف الله مختار:ساعى البوفيه
- مصطفى رشوان: طفل
- طارق الخوام: طفل
- سيد عبد الله
- محسن الصفتي: راقص بالاستعراض

## روابط خارجية
- مقالات تستعمل روابط فنية بلا صلة مع ويكي بيانات